# Tigrar finns här
Tigrar finns här (originaltitel Here there be tygers) är en novell i samlingen "Den förskräckliga apan" av Stephen King. Det är en kort novell om tredjeklassaren Charles som tror att en tiger gömmer sig på skolans toalett. Den publicerades första gången i tidningen Ubris 1968. King nämner i förorden att han skrev novellen redan i gymnasiet.